# IC 678
IC 678 ist eine elliptische Galaxie vom Hubble-Typ E im Sternbild Löwe auf der Ekliptik. Sie ist schätzungsweise 638 Millionen Lichtjahre von der Milchstraße entfernt.
Das Objekt wurde am 13. April 1893 von dem französischen Astronomen Stéphane Javelle entdeckt.